# Chhatrapati
Chhatrapati (em marata:  छत्रपती) ou Xatrapoti é um honorífico ou título imperial para um governante marata. É um homólogo marata de Imperador e também escrito como kshetra-pati, o senhor, governante de um domínio. O Duque Europeu é comparável com o Maratha Senapati.
É mais comum se referir à Chhatrapati Shivaji, fundador do Império Marata e seu filho Sambhaji. O sucessores reais de Shivaji também ostentam o título de Chhatrapati, o que significa Imperador ou Rei dos Reis assim como Kshatriya Pati é Rei dos Kshatriyas.

## Etimologia
O termo tem sua derivação do Sânscrito kshatra [domínio]+pati [senhor], significando um imperador. Kshatra também é a raiz para Kshatrapa e Kshatriya.

## A Casa Real de Chhatrapati Shivaji
A lista abaixo é referente aos Chhatrapatis da casa real de Shivaji:
1. Chhatrapati Shivaji (1630–1680)
2. Chhatrapati Sambhaji (1680–1689)
3. Chhatrapati Rajaram (1689–1700)
4. Tarabai como regente de Chhatrapati Shivaji II (1700–1708)
5. Chhatrapati Shahu (1708–1748)

## Os Chhatrapatis de Satara
A lista abaixo é referente aos Chhatrapatis de Satara:
1. Chhatrapati Shahu (1708–1748)
2. Chhatrapati Ramraja (1749–1777)
3. Chhatrapti Shahu II (1777–1808)
4. Chhatrapati Pratapsingh (1808–1839)
5. Chhatrpati Shahaji (1839–1848)

## Os Chhatrapatis de Kolhapur
A lista abaixo é referente aos Chhatrapatis de Kolhapur:
1. Tarabai como regente de Chhatrapati Shivaji II (1700–1708)
2. Chhatrapati Shivaji II (1700–1712)
3. Chhatrapati Sambhaji II (1712–1760)
4. Chhatrapati Shivaji III (1760–1812)
5. Chhatrapati Shambhu (1812–1821)
6. Chhatrapati Shahaji (1821–1838)
7. Chhatrapati Shivaji IV (1838–1866)
8. Chhatrapati Rajaram II (1866–1870)
9. Chhatrapati Shivaji V (1870–1883)
10. Chhatrapati Shahu IV (1883 – May 6, 1922)
11. Chhatrapati Rajaram III (21 de Maio de 1922 – 26 de Novembro de 1940)
12. Chhatrapati Shivaji VI (1942 – 28 de Setembro de 1946)